# Cheilanthes feei
Cheilanthes feei là một loài thực vật có mạch trong họ Adiantaceae. Loài này được T. Moore miêu tả khoa học đầu tiên năm 1857.

## Hình ảnh

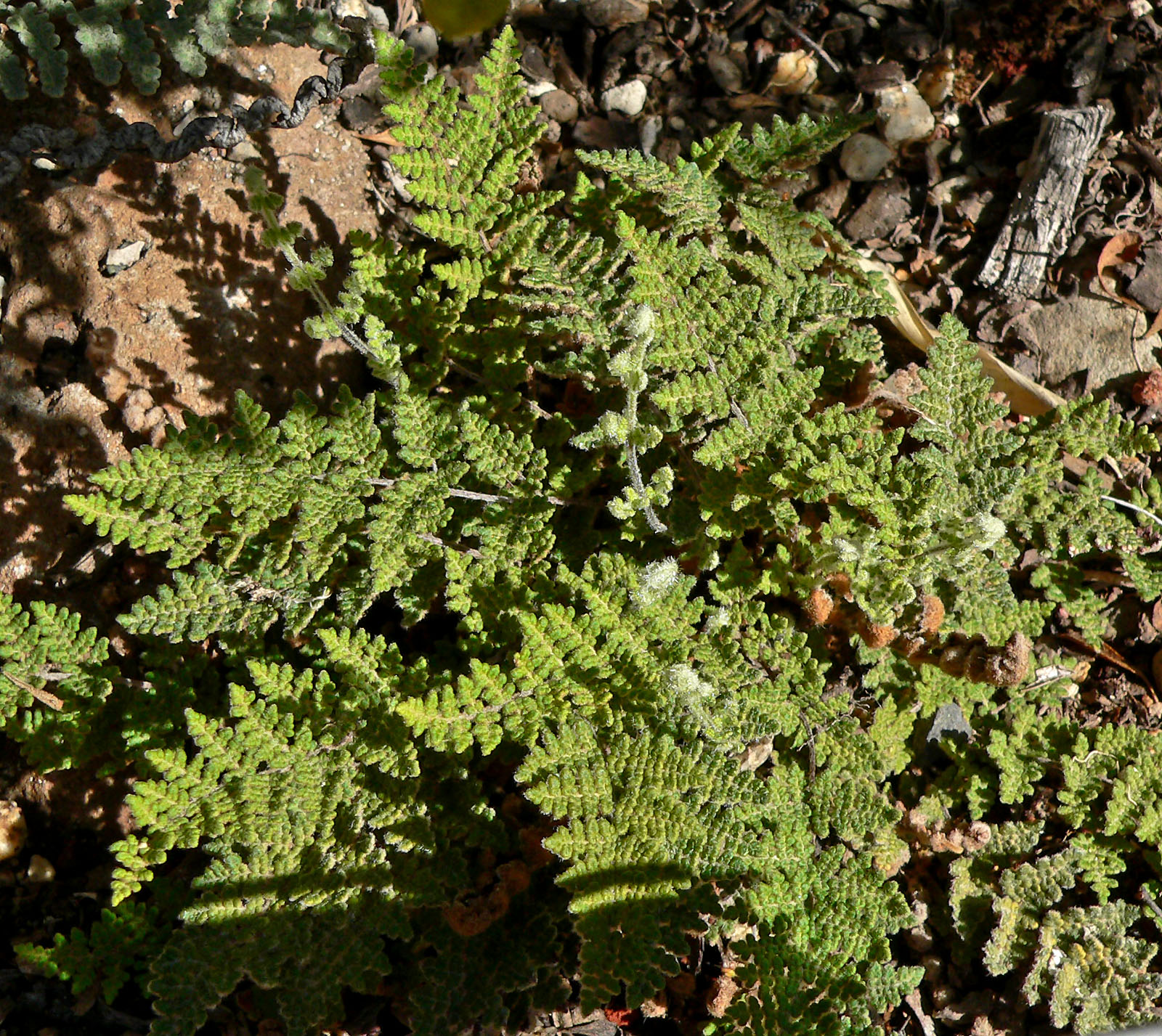
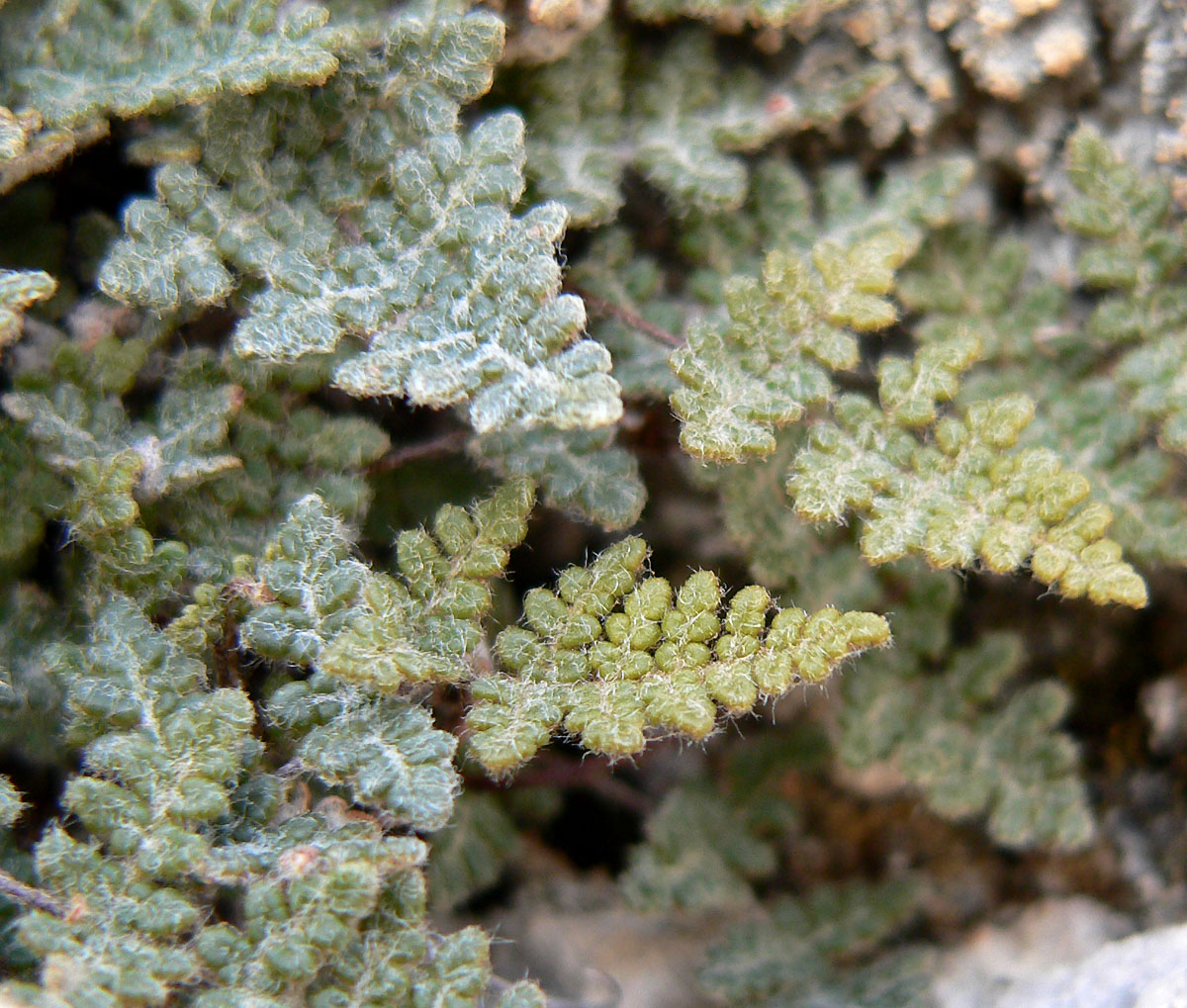
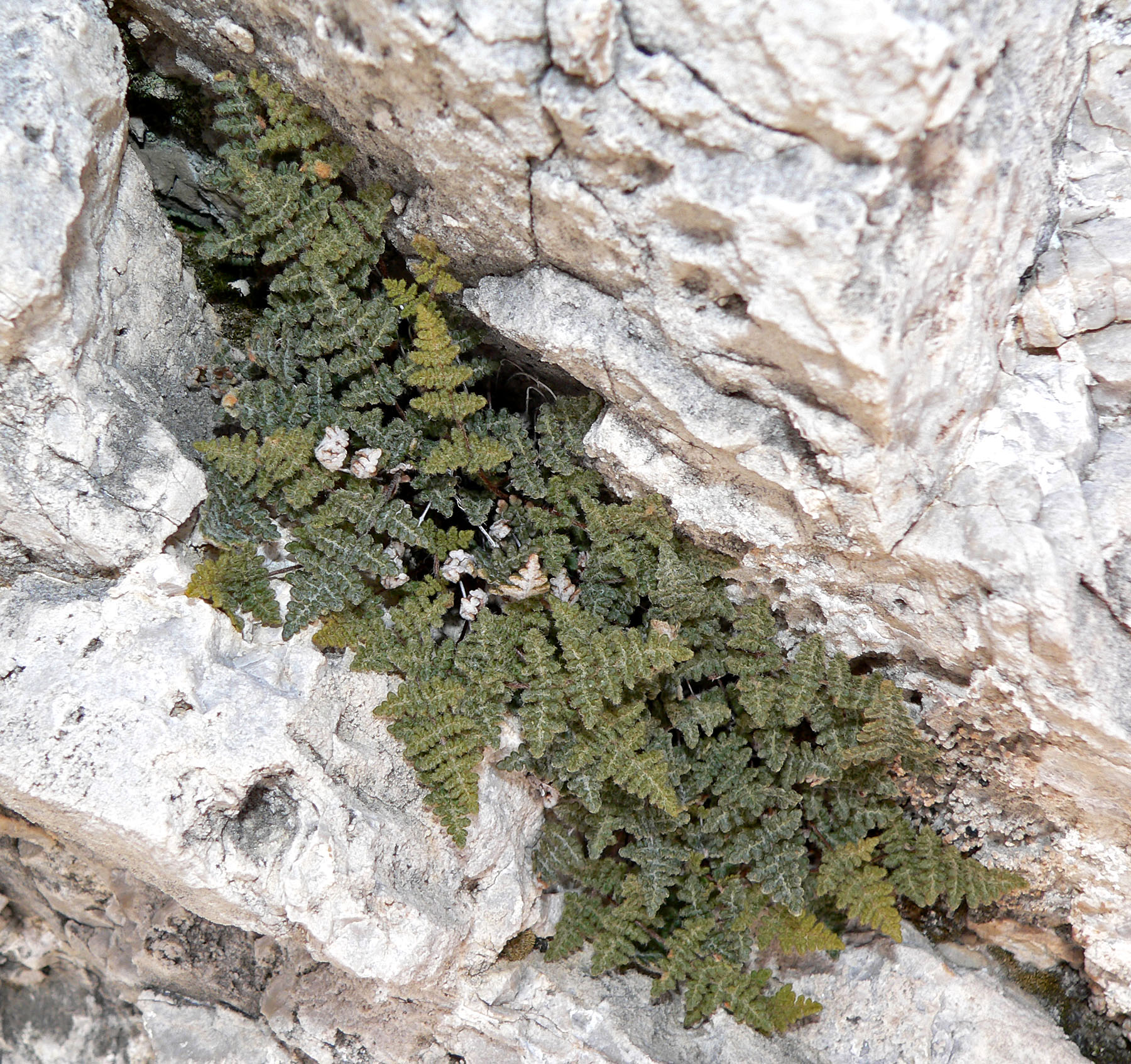
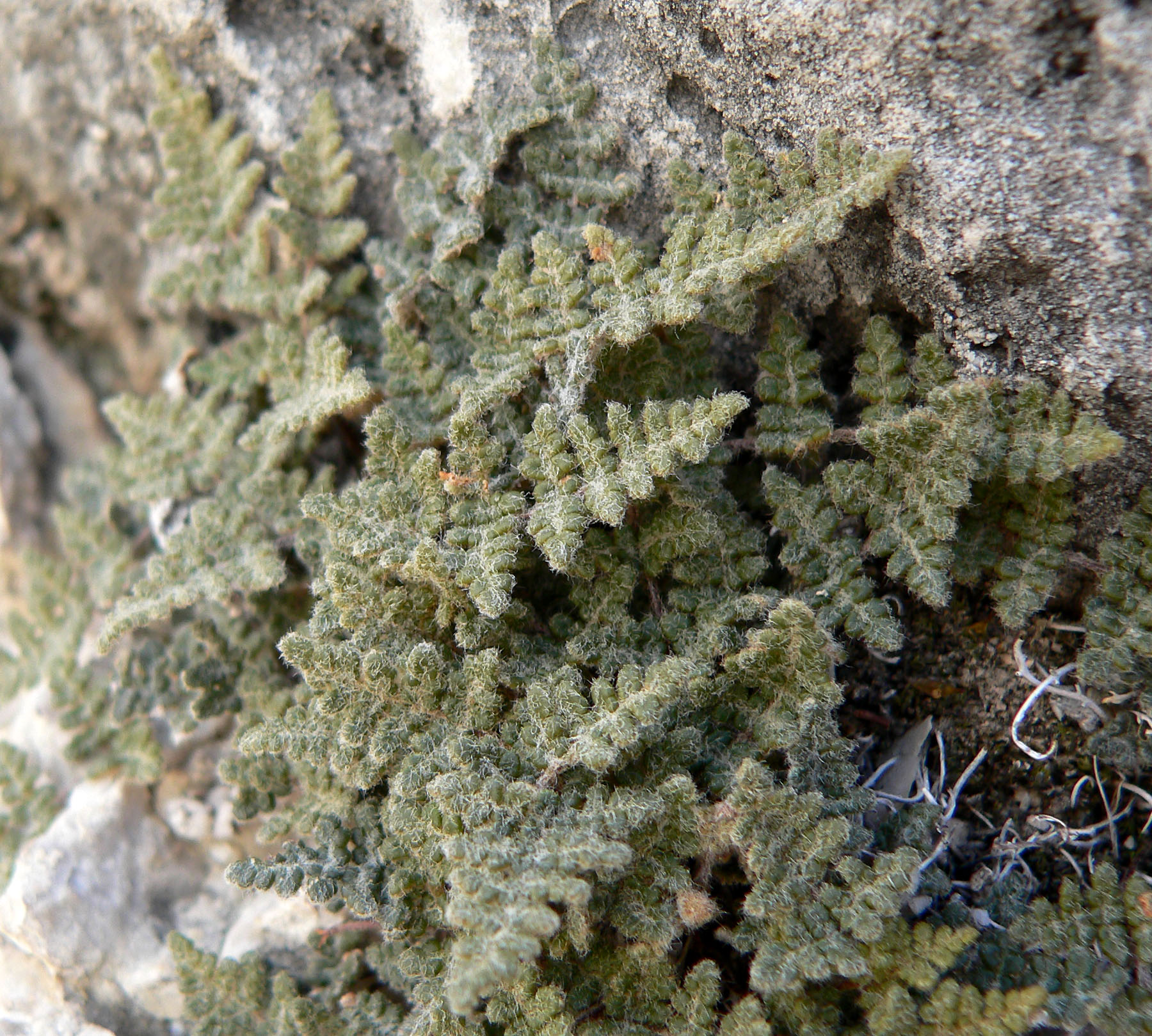